# Giovanni Pontano
Pour les articles homonymes, voir Pontanus.
 (novembre 2021).
Améliorez-le ou discutez des points à vérifier. 
 (novembre 2021).
 (octobre 2022).
Si vous disposez d'ouvrages ou d'articles de référence ou si vous connaissez des sites web de qualité traitant du thème abordé ici, merci de compléter l'article en donnant les références utiles à sa vérifiabilité et en les liant à la section « Notes et références ».
Giovanni Pontano (en italien Giovanni ou Gioviano Pontano, en latin Pontanus) est un homme politique et humaniste italien, né probablement le 7 mai 1429 à Cerreto di Spoleto, non loin de Spolète en Ombrie, et décédé à Naples le 17 septembre 1503.
Entré au service de la dynastie aragonaise de Naples, il devient successivement conseiller, secrétaire chargé de l’éducation d'Alphonse, fils de Ferdinand Ier, puis ambassadeur en 1486. Il réussit cette année-là à apaiser les différends survenus entre la cour de Rome et celle de Naples et est alors nommé chancelier. Il reste à ce poste au cours du règne d’Alphonse, puis sous celui de son fils Ferdinand II. Il perd la faveur de ses maîtres après avoir livré à Charles VIII les clefs de la ville de Naples, puis il tente de revenir en grâce en 1501 en refusant de servir Louis XII (de France), le nouvel occupant.
En 1471, il est nommé directeur de l’académie de Naples, qui porte désormais le nom d'Académie pontanienne en son honneur. Fameux pour la pureté de son latin, il a écrit des traités d'astronomie, de philosophie et plusieurs dialogues.

## Biographie
Pontano (Pontanus en latin), est probablement né au château de Ponte, voisin de Cerreto, qui lui a donné son nom. Plus tard, il y ajoutera le prénom de Jovianus ou Jovien lors de son élection en tant que président de l’académie de Naples.
Le royaume de Naples est alors partagé entre deux factions[précision nécessaire] en lutte qui s'affrontent de manière violente. En effet, du milieu du XIVe au XVe siècle, l'histoire du royaume a été marquée par des conflits dynastiques au sein de la maison d'Anjou.
Jean voit son père massacré dans une émeute, et lui-même ne doit la vie qu’à la vigilance de sa mère, qui parvient à le soustraire aux recherches des assassins et à le conduire à Pérouse. Cette mère lui inspirera de nobles sentiments et l’amour de l’étude. Après avoir été mis sous la direction de trois grammairiens de basse compétence, il est enfin confié à d’habiles instituteurs, et ses progrès dans les lettres et les sciences sont rapides.
Quand il revient à Cerreto pour réclamer l’héritage de ses parents, il est très vite obligé de fuir la ville toujours en proie à la fureur des partis ; il se réfugie alors dans le camp d’Alphonse, roi de Naples, qui vient de déclarer la guerre aux Florentins. Il suit ce prince à Naples, où il est accueilli par le riche humaniste Antonio Beccadelli, dit Panormita. Ce dernier, charmé par son esprit, le traite comme son fils et lui obtient une place dans les bureaux de la chancellerie royale.
Pontano remplit les devoirs de son nouvel emploi avec plus de succès que n’en aurait obtenu un homme longuement expérimenté. Parallèlement, il ne néglige pas la culture des lettres, et une foule de compositions ingénieuses, attestant de ses facilités, ajoutent à sa réputation.
Ferdinand Ier, en accédant au trône, choisit Pontano pour secrétaire, et lui confie l’éducation de son fils Alphonse, duc de Calabre.
Pontano accompagne le roi Ferdinand Ier dans la guerre contre le duc d’Anjou et il écrit lui-même une histoire de cette campagne. Il s'y décrit comme un général habile et un soldat courageux qui est fait plusieurs fois prisonnier. Il participe à la bataille de Troia contre la maison d'Anjou, en 1462, lors de laquelle Ferdinand l’emporte contre le condottière Jacopo Piccinino.
Dans un de ses écrits (De sermone, lib. 6, p. 89), il raconte que le duc Alphonse, en réunion avec ses officiers, se leva sur-le-champ, et fit faire silence, en disant : « Voici le maître ».
Toujours est-il que les talents que Pontano a développés alors, lui octroient de plus en plus la bienveillance du roi Ferdinand, qui le comble d’honneurs.
Mais les courtisans acceptent mal son élévation, et il souffre de compter parmi ses ennemis le duc de Calabre, son élève. Il se venge de ses calomnies en redoublant de zèle pour le service du prince, qui l’honore de sa confiance en écrivant un poème qui est resté très fameux : Asinus (L’âne ou de l’ingratitude) dans lequel il introduit un âne qui, nourrit délicatement par son maître, ne l’en remercie qu’à coups de pied. Par ailleurs, il dit à l’encan que son meilleur allié est sa pauvreté.
Ferdinand lui fait épouser une riche héritière, Adriana Sassone, lui assigne des pensions sur le trésor royal et ajoute deux emplois lucratifs à ceux dont il est déjà revêtu.
Il participe aussi à la reconquête d’Otrante en 1481.
En 1482, il pacifie par sa sagesse l’Italie troublée par les débats du duc de Ferrare, gendre de Ferdinand, avec les Vénitiens (1484).
Quatre ans après, il devient député du pape Innocent VIII, pour apaiser les différends survenus entre la cour de Rome et celle de Naples. Il réussit à réconcilier le pape Innocent VIII avec le duc de Ferrare.
C’est lui-même, une fois encore, qui raconte dans le De sermone liv. 2, p. 30 que cette négociation fut, d’après lui un succès. Le pape, mis en garde contre Ferdinand, aurait répondu : « Mais c’est avec Pontanus que je traite : il ne me trompera pas; la bonne foi et la vérité ne l’abandonneront pas, lui qui ne les a jamais abandonnées ».
A son retour à Naples, l’ambassadeur est élevé au rang de premier ministre, Antonio Petrucio s'étant discrédité. Il semble remplir cette charge en homme dont la fortune ne saurait changer ni les mœurs ni les principes. Ferdinand meurt en 1494, et son fils Alphonse en montant sur le trône, fait taire ses préventions, le comble d’honneurs, lui confie toute son autorité et lui fait ériger une statue de bronze dans un de ses palais. Alphonse cèdera bientôt la couronne à son fils Ferdinand II, qui maintiendra Pontano dans tous ses emplois.
C’est alors que Pontano commet une grave erreur qui le discréditera aux yeux de ses contemporains : lorsque Charles VIII manifeste son intention de s’emparer de la ville de Naples, Pontano lui en offre les clefs, oubliant les devoirs que lui imposent la reconnaissance et la fidélité. Il va jusqu’à prononcer devant tout le peuple un discours dans lequel il insulte bassement le roi son maître et son bienfaiteur[réf. souhaitée].
Une fois rentré, Ferdinand II, se contente de le dépouiller de tous ses emplois. Mais Pontano se convainc qu’il ne mérite pas sa disgrâce, qu’il a bien agi en disposant de sa pensée non plus pour son roi, mais pour lui-même.
Quand Louis XII s'empare de nouveau du royaume de Naples (1501), il offre à Pontanus de le rétablir dans toutes ses dignités; le savant répond qu’il ne cherche pas à rendre sa vieillesse plus riche, mais plus occupée.
Il consacre le temps qui lui reste à vivre à peaufiner l’édition de la plus grande partie de ses œuvres.
Il meurt en 1503 et est inhumé dans l’église qu’il avait fait construire en 1492, la chapelle Pontano, où l’on voit encore son tombeau décoré d’une épitaphe composée par lui-même.

## Engagement humaniste

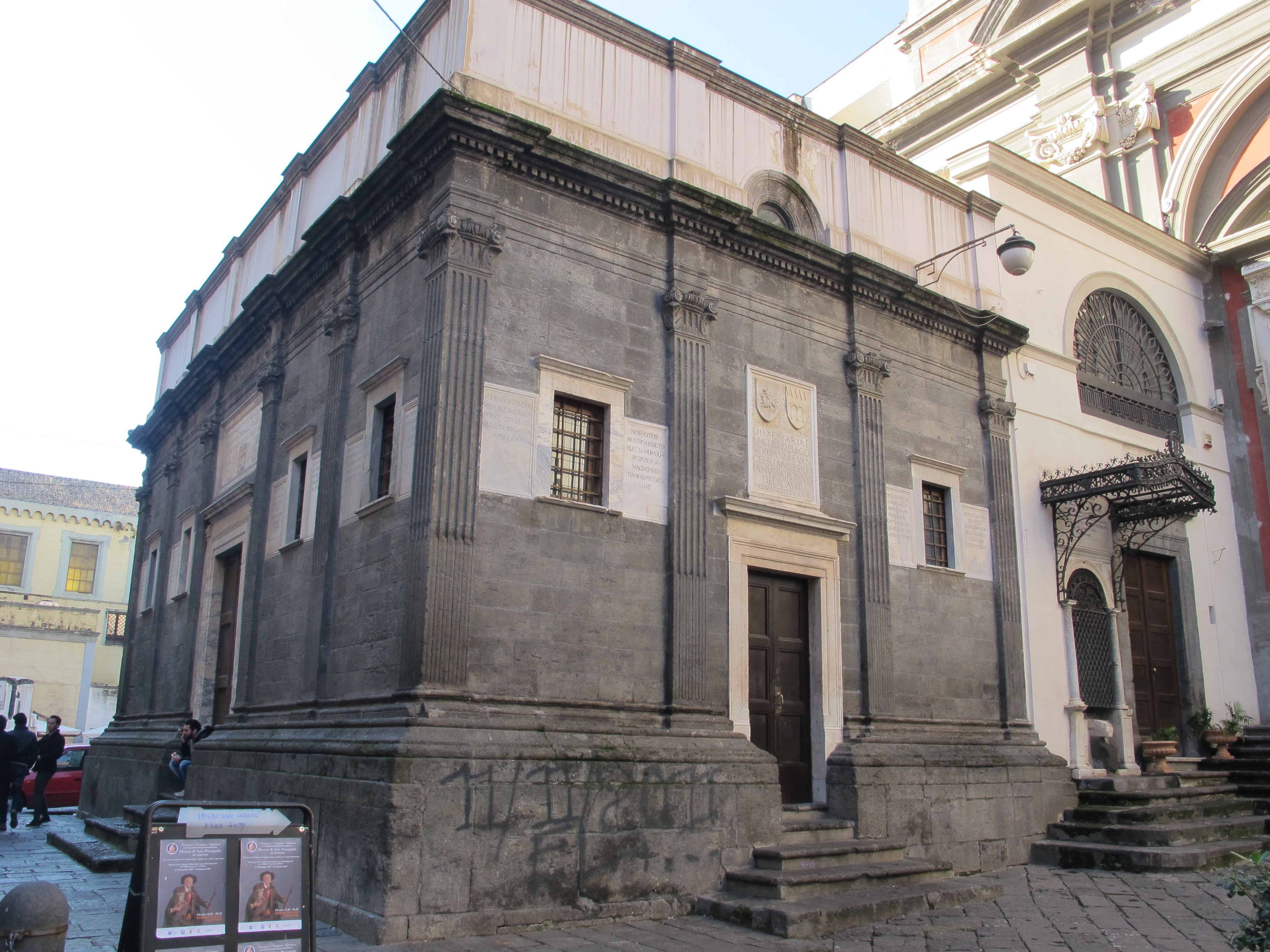
Vue de la chapelle Pontano.

Pontanus est une figure marquante de la philosophie et des lettres : il doit être regardé comme le véritable fondateur, en 1471, de l’académie qu’Antonio Beccadelli, dit le Panormita, a établie à Naples, d’après les ordres du roi Alphonse. C'est lui qui rédigera les statuts de cette société, dont les premiers membres le déclareront chef par acclamation. D’ailleurs, on la connaît ensuite sous le nom d’Accademia Pontaniana.
Ce nouveau lycée attire un grand nombre d'élèves qui recherchent les enseignements de Pontano (qu’ils appellent alors Tirasboschi). Il est considéré comme le premier poète de la Renaissance qui sache reproduire dans ses ouvrages l’élégance et la grâce des anciens poètes latin.
Outre le style travaillé, les ouvrages philosophiques de Pontanus offrent un exemple précurseur d’une manière de philosopher libre et dégagée des préjugés, qui ne suit d’autres lumières que celles de la raison et de la vérité.
L’abbé Draghetti dit que Pontanus est le premier parmi les modernes qui ait placé le bonheur dans un égal éloignement des extrêmes, et que, dans ses traités de physique, il semble avoir aperçu la loi célèbre de la continuité, méconnue jusqu’à lui (voy. Physiol. specimen, t. 1, p. 37).
Bailly (Histoire de l’astronomie moderne, t. 1er, p. 693) et avant lui Weidler (Hist. astron., p. 323) ont remarqué que Pontanus semble être le premier qui ait renouvelé l’opinion de Démocrite, qui attribuait la lumière de la voie lactée à un nombre infini de petites étoiles.
L'élégance de son style ne l'a néanmoins pas empêché d'imiter l’obscénité des anciens dans ses poésies amoureuses.
- Épigrammes, des hendécasyllabes, églogues, hymnes et vers lyriques
- un poème en cinq livres sur l’astronomie (Urania)
- un autre sur les météores
- sur la culture des orangers et des citrons (De hortis Hesperidum).

Les poésies de Pontanus sont publiées par les Alde à Venise, 1505-1518, 2 vol. in-8°. Le premier volume est réimprimé en 1513 et en 1533, à l'inverse du second qui n'est imprimé qu’une seule fois (voy. les Annales des Alde, par M. Renouard) (3).
Les Giunti de Florence en donnent une seconde édition en 1514, 2 vol. in-8°. Elle est plus commune, mais moins complète que celle des Alde.
Ses ouvrages en prose sont publiés par les mêmes imprimeurs : Venise, 1518, 1519, 3 vol. petit in-8°, rare, et Florence, 1520, 4 vol. petit in-8°.
Tous les ouvrages de Pontanus sont imprimés à Naples, de 1505 à 1514, 6 vol. in-fol. La Bibliothèque municipale de Besançon en possède un exemplaire sur vélin, qui est aujourd’hui à la bibliothèque de Paris.
Il en existe une édition de Bâle, 1556, 4 vol. in-8°. Cette édition, quoique la plus complète, est peu recherchée. On trouvera dans le tome 8 des Mémoires de Nicéron les titres des ouvrages dont elle se compose. On doit se borner à citer ici les principaux : De obedientia libri 5, De principe liber unus, De fortitudine libri duo, étant considéré comme l'un des meilleurs ouvrages de Pontanus, De liberalitate, De splendore, De aspiratione libri duo (1) et De Sermone libri 6. Il compose les suivants ouvrages à l'âge de soixante-treize ans : Cinq dialogues remplis d’obscénités et de traits satiriques contre les ecclésiastiques, Belli quod Ferdinandus senior, Neapolitanorum rex, cum Joanne Andegacensi duce gessis, libri 6. Cette histoire est écrite avec autant d’élégance que d’impartialité (2). Elle a été traduite en italien par un anonyme, Venise, 1536, in-8°, et par Jacques Mauro, Naples, 1590, in-4°.
C'est à Pontanus que l’on doit la découverte des Commentaires de Donat sur Virgile (voy. DONAT)) et de la Grammaire de Q. Rhemnius Palaemon, (Fano, 1503, in-4°. Enfin il corrige, dit-on, le texte des poésies de Catulle, défiguré par l’ignorance des copistes.
Girolamo Tiraboschi regrettera que soit perdue la Vie de Pontanus, que Pietro Summonte, son ami, compose à la prière de Jacopo Sannazaro. Cette perte est réparée par Robert de Sarno, oratorien, qui donne la vie de cet écrivain en latin, Naples, 1761, in-4. On en trouve une analyse bien faite, par Suard, dans le tome 1er des Variétés littéraires. On peut encore consulter le Dictionnaire de Chaufepié, les Dissertas. Vossiane d’Apostolo Zeno. t. 2, et Tiraboschi, Storia della letteratur italiana, t. 6 (3). W-s.
Il est reconnu, déjà du temps de Sannazaro comme l'un des lettrés les plus féconds du XVe siècle, son œuvre enlaçant oltretutto, de nombreux aspects de la vie culturelle, pas seulement littéraire, de son époque : de l'astrologie, à l'éthique, à l'analyse de la société, à la rhétorique et à la botanique.
C'est un spécialiste de l'antiquité classique doté de dons de poète latin, dans la prose et réussissant souvent à synthétiser la langue classique avec des néologismes et termes en langue vulgaire, comme dans ses œuvres Amorum livres de 1455-1458, Lyra, Versus jambici, Hendecasyllabi, D'amour conjugal, Sépultures, Neniae, D'hortis Esperidum de 1501.

## Principales œuvres
Les œuvres de Pontano sont nombreuses et traitent de sujets variés. Elles ont été réunies par Pietro Summonte et Jacopo Sannazaro. Elles sont écrites dans une langue latine sans faute, que ce soit en vers comme en prose, avec toujours un grand souci de réalisme et une référence aux faits contemporains. Parmi elles, les plus significatives sont :
- Amorum libri (1455-58)
- Charon (1467- publication 1491)
- Contrat de vente de Culita (c. 1470)
- Urania (1476)
- Asinus (1486-90)
- Antonius (c. 1482- publication 1491)
- De oboedientia (publication 1491
- De principe (publication 1491)
- De fortitudine (publication 1491)
- Meteororum libri (1490)
- Hendecasyllabi seu Baiarum libri (1490-1500)
- De liberalitate (1493)
- Lepidina (1496)
- Actius (1499)
- Aegidium (1501)
- De hortis Hesperidum (1501)
- De fortuna (1501)
- Lyra, Versus jambici, Hendecasyllabi, De amore coniugali, Tumuli, Neniae, De hortis Esperidum (1501)
- De Sermone (1499-1502)

## Sources
- Biographie universelle ancienne et moderne